# 紅古利亞伊
红古利亚伊（羅馬化：Krasnyy Gulyay）是俄罗斯乌里扬诺夫斯克州的市级镇，为该州先吉列伊区第二大聚居地，同时也是该区三座市级镇中规模最大的一座。地处乌里扬诺夫斯克州中偏西北部，位于区行政中心先吉列伊西北、州府乌里扬诺夫斯克南侧。东北距伏尔加河上的古比雪夫水库约13公里。
连接州府乌里扬诺夫斯克与楚瓦什共和国北部城市齐维利斯克的A151公路从该镇以西不远处经过。
该地2022年人口有2,661人；2010年人口3,000；2002年人口3,107；1989年人口4,197。